# Almeida de Sayago
Almeida de Sayago és un municipi de la província de Zamora a la comunitat autònoma de Castella i Lleó.

## Demografia
| 1991 | 1996 | 2001 | 2004 | 2024 |
| ---- | ---- | ---- | ---- | ---- |
| 754  | 696  | 657  | 619  | 422  |